# Savoureuse
Savoureuse es el río principal que atraviesa el Territorio de Belfort, Francia. Su origen se encuentra en el Ballon d'Alsace a 1190m de altitud. Desde allí, recorre 40 km y cruza a través de la ciudad de Belfort al pueblo de Sochaux donde se une al río Allan, un afluente del Río Doubs.
También es el principal curso de agua de los Vosgos belgas, en la región de Bourgogne-Franche-Comté, en los departamentos del Territoire de Belfort y el Doubs, por lo tanto, un subafluente del Ródano a través del Doubs y el Saona.

## Geografía
Con una longitud de 41,2 km1, el río Savoureuse nace en la localidad de Lepuix, 60 m por debajo de la cumbre del Ballon d'Alsace, que se eleva a 1.250 metros sobre el nivel del mar, y es un torrente de montaña en los primeros kilómetros de su curso. Al pie del Ballon, se convierte en un pequeño río y recibe los aportes de muchos pequeños afluentes de montaña. Luego drena la llanura ubicada entre el macizo del Ballon y la ciudad de Belfort, que se encuentra en sus orillas y ocupa una gran parte de su lecho principal, que ahora está relleno. El río deja el Territoire de Belfort para entrar en el departamento de Doubs donde desemboca en el Allan, un afluente del Doubs, cerca de Sochaux.

## Hidrología
Se midió al Savoureuse en las tres estaciones U2345020 de Giromagny a 468 m de altitud para una cuenca de 30,5 km² con un módulo de 1,47 m³ (1974-2014), U2345030 de Belfort a una altitud de 357 m para una cuenca de 141 km² con un módulo de 4,30 m³ (1965-2014), y U2345040 de Vieux-Charmont a una altitud de 317 m para una cuenca de 235 km² con un módulo de 6,04 m³ (1986-2014).